# 马家台汉墓
马家台汉墓，位于中国青海省海东市乐都区岗沟乡马家台村，为青海省市县级文物保护单位，公布日期为1983年5月23日，类型为古墓葬。
马家台汉墓的历史年代为汉。